# 真心COVERS
『真心COVERS』（まごころカヴァーズ）は日本のバンド、真心ブラザーズのトリビュート・アルバムである。
2004年9月1日にキューンレコードよりリリースされた。

## 解説
デビュー15周年記念として製作された。豪華アーティスト参加のトリビュートアルバム。

## 収録曲
1. ENDLESS SUMMER NUDE (Tomita Lab. Remix) / 冨田ラボ
17thシングル
後に33rdシングル「紺色」に収録
2. 空にまいあがれ / 奥田民生
15thシングル
3. 愛 / HALCALI
シングル「サマーヌード」収録
4. ループスライダー / スネオヘアー
16thシングル
5. 人間はもう終わりだ! / PUFFY
28thシングル
6. STONE / 東京スカパラダイスオーケストラ
アルバム『KING OF ROCK』収録
7. スタンダード3 / Rosetta Garden
アルバム『GREAT ADVENTURE』収録
真心ブラザーズとRosetta Garden両方のメンバーである桜井秀俊にとっては、セルフカバーにあたる
8. 拝啓、ジョン・レノン / サンボマスター
14thシングル
9. BABY BABY BABY / YUKI
19thシングル
10. 素晴らしきこの世界 / 忌野清志郎
シングル「自転車に乗って」収録
11. 新しい夜明け / MB's（真心ブラザーズ）
アルバム『GREAT ADVENTURE』収録
セルフカバー